# Magnolia blaoensis
Magnolia blaoensis este o specie de plante din genul Magnolia, familia Magnoliaceae. A fost descrisă pentru prima dată de François Gagnepain, și a primit numele actual de la James Edgar Dandy.
Este endemică în Vietnam. Conform Catalogue of Life specia Magnolia blaoensis nu are subspecii cunoscute.